# Fratelli Pereire
I fratelli Jacob Emile Pereire (Bordeaux, 3 dicembre 1800 – Parigi, 6 gennaio 1875) e  Isaac Rodrigue Pereire (Bordeaux, 25 novembre 1806 – Armainvilliers, 12 luglio 1880) furono tra i protagonisti del mondo finanziario parigino del XIX secolo, e del regno di Napoleone III.
Di origine portoghese, la famiglia era arrivata in Francia nel 1741 con il nonno Francisco Rodrigues Pereira (1715-1780), ebreo portoghese che era diventato l'interprete di Luigi XV.

## Banchieri per vocazione
Cominciarono la loro carriera come contabili a Bordeaux, trasferendosi poi a Parigi presso uno zio Isaac Rodrigues Henriques, che lavorava alla banca Fould. Entrarono così, entrambi, nel mondo finanziario: Emile divenne mediatore di borsa, passando poi alle dipendenze di James de Rothschild, mentre Isaac diveniva contabile presso un'altra banca.
I loro legami familiari rimasero sempre saldissimi: Emile sposò Rachel, figlia dello zio che lo ospitava, e più tardi sua figlia Fanny sposerà suo fratello Isaac rimasto vedovo. E sempre per via familiare, attraverso il cugino Olinde Rodriguès, entrarono in contatto con gli ambienti sansimonisti, i cui aderenti furono spesso, nei decenni centrali del secolo, tra i principali sollecitatori dell'innovazione tecnologica e sociale in Europa.
La coppia dei fratelli si integrava perfettamente: Emile ne era il "creativo", quello che "pensava in grande", e Isaac l'operativo, il banchiere in senso stretto. Insieme, i due furono protagonisti di un trentennio di straordinaria attività sia industriale che finanziaria, ben rappresentando quella classe di provinciali che nel ribollire della Parigi del Secondo Impero fece insieme le proprie fortune e la modernizzazione del paese.
L'intensissimo impegno negli affari li supportò anche nella politica: furono entrambi eletti deputati, Emile fu membro del Consiglio generale della Gironde dal 1853 al 1875, e dell'Assemblea legislativa dal 1857 al 1870, Isaac, per il collegio dei Pirenei orientali, dal 1863 al 1870.
I fratelli Pereire riposano al Cimitero di Montmartre.

## Industria e finanza

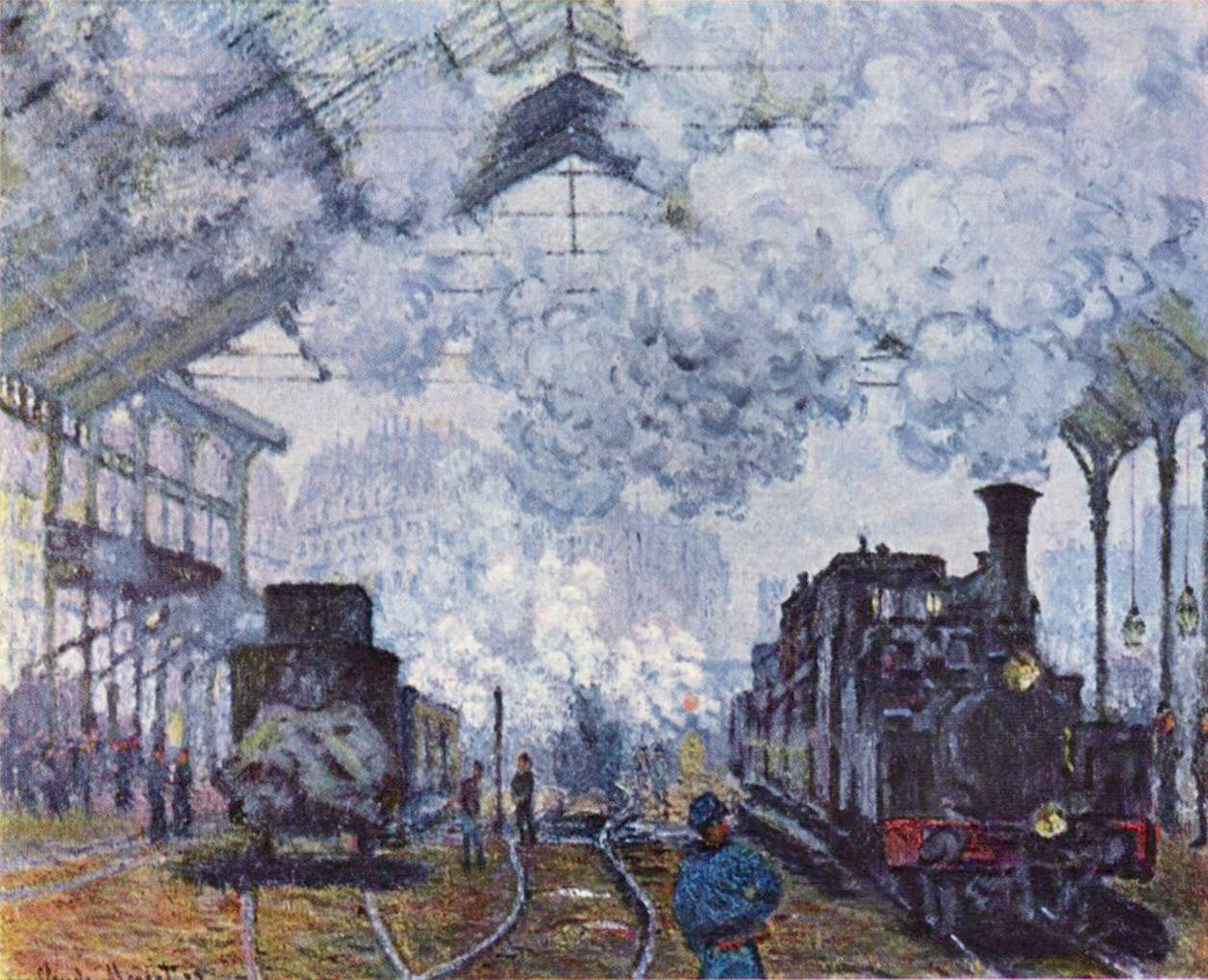
Monet, la Gare st-Lazare (1877)

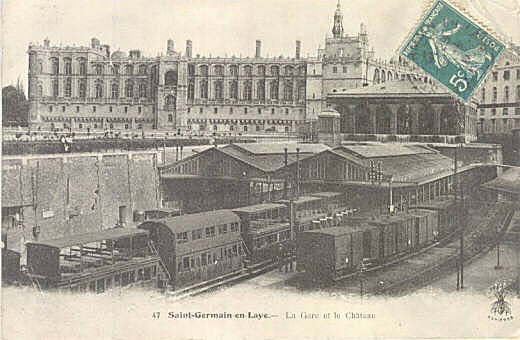
La stazione di St-Germain-en-Laye

Era il momento del grande sviluppo della ferrovia: nel 1834 l'ancor giovane ministro dei lavori pubblici Adolphe Thiers scelse Émile Pereire, al quale faceva riferimento un gruppo di ingegneri dell'École polytechnique (uno dei centri di irradiazione del sansimonismo), come concessionario per la realizzazione e l'esercizio della prima linea ferroviaria di Parigi, la Parigi-Sant-Germain-en-Laye, inaugurata nel primo tratto già nel 1837.
L'impetuoso sviluppo del nuovo mezzo di trasporto e delle industrie collegate (siderurgia, costruzioni meccaniche, edilizia) richiedeva l'impiego di grandi finanziamenti a lungo termine, ma il mercato finanziario era ancora alimentato esclusivamente dai grandi capitali.

### IlCrédit Mobilier
L'idea geniale di Emile Pereire fu quella di mettere in movimento, per il finanziamento delle ferrovie in particolare e dell'industria in generale, anche capitali che fino a quel momento erano rimasti dormienti, soprattutto in provincia, investiti prevalentemente in oro e in beni immobili.
I Pereire misero così sul mercato titoli di piccolo taglio, lanciando nel 1851 obbligazioni ferroviarie a 500 franchi, che offrivano, al contrario del capitale investito in azioni, rendite fisse, modeste ma sicure. Questo tipo di prestito a lungo termine conoscerà un successo straordinario e fu la grande innovazione finanziaria del secolo, divenendo lo strumento prediletto della partecipazione alle innovazioni in corso da parte della piccola borghesia, il cui risparmio entrava in questo modo nel circuito del capitale di rischio.
Su quest'onda, i Pereire fondarono il Crédit Mobilier, prima banca d'affari francese fondata nel 1852, che tanta parte ebbe nella trasformazione di Parigi voluta da Napoleone III e realizzata da Haussmann. Attraverso questo istituto (capitale versato di 60 milioni ripartito in 120.000 azioni da 500 franchi ciascuna) i Pereire parteciparono e diressero grandi imprese nazionali ed internazionali di ogni tipo, dalla finanza alle ferrovie al settore minerario - attraverso grandi istituti di credito come la Banque impériale ottomane o il Credito Fondiario austriaco, a società ferroviarie e compagnie d'assicurazione, a grandi imprese attive nell'edilizia privata e pubblica.
Ostacolato dalla Banca di Francia e dai concorrenti Rotschild nella propria espansione (che probabilmente era stata troppo avventurosa), il Crédit mobilier fu posto in liquidazione nel 1867.

### Gli investimenti immobiliari

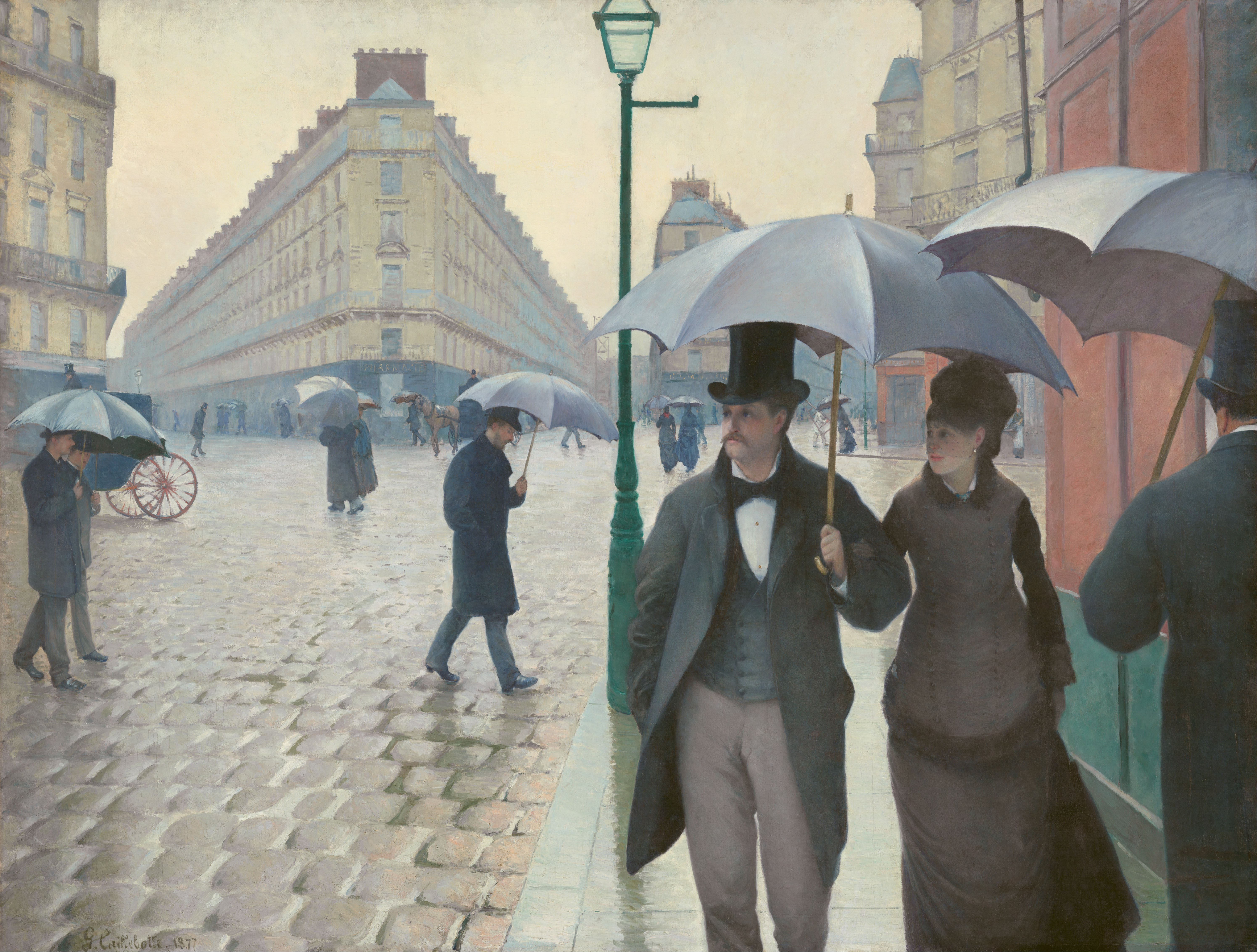
Place de l'Europe,17.me, nel 1877

Nel 1852 la rilevanza finanziaria già raggiunta dai Pereire, i loro legami con l'ambiente sansimonista e la loro evidente capacità di iniziativa e di leadership li posero tra i protagonisti del rinnovamento di Parigi durante il Secondo Impero.

Per questa impresa le risorse finanziarie rastrellate dai Pereire furono determinanti, ed agirono in tutti i campi, da quello propriamente finanziario a quello industriale e immobiliare.
Lo strumento principale di questa partecipazione fu la Société Immobilière.

#### Parigi

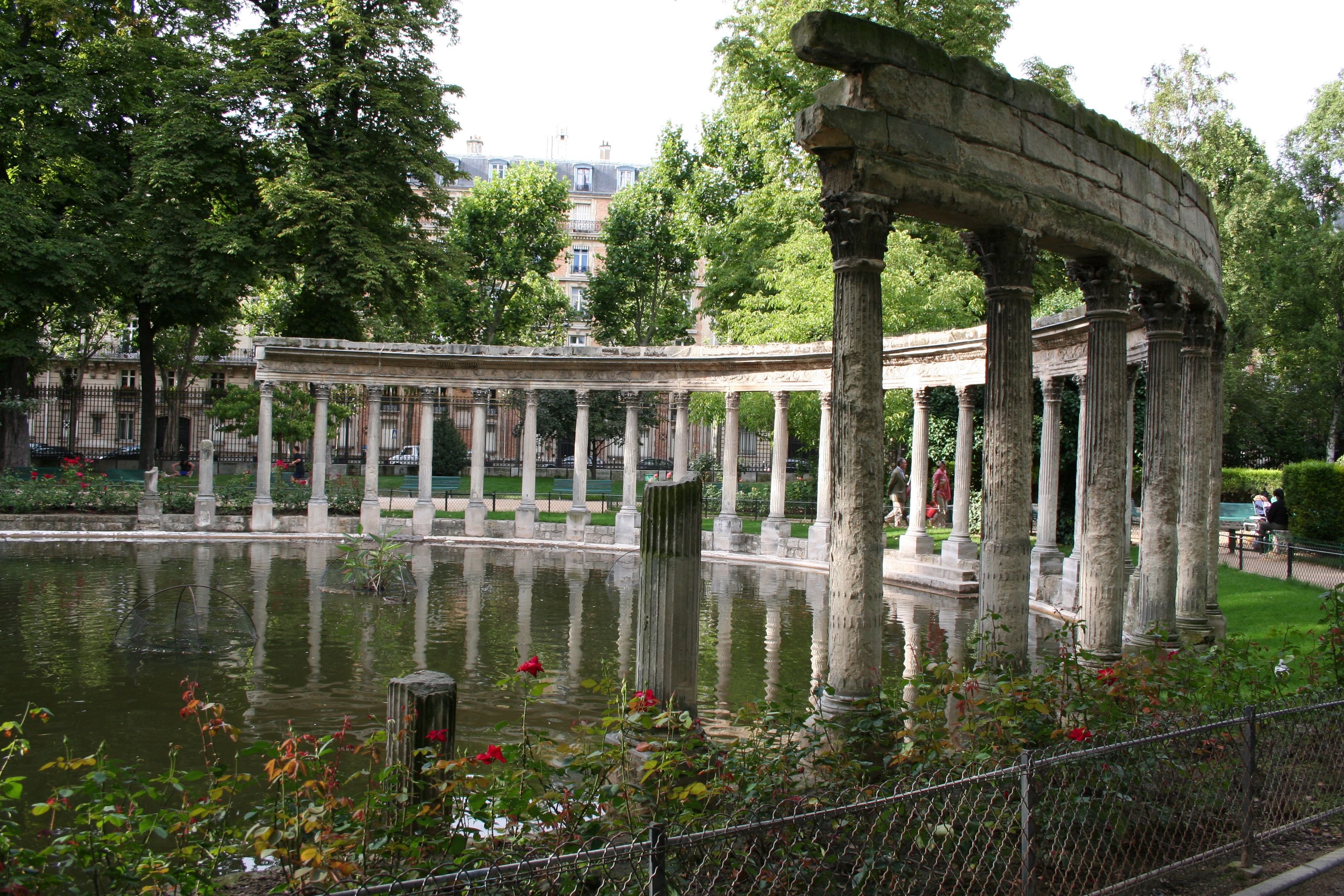
Al Parc Monceau

Il principio della differenziazione degli investimenti che aveva guidato i Pereire nel campo della finanza pura, venne applicato anche dalla Société Immobilière.
I loro interventi diretti di urbanizzazione a Parigi si articolarono perciò su diverse tipologie di lottizzazioni:
- edilizia di lusso nell'8.o arrondissement: nella piana di Monceau l'antico parco del duca di Orléans, acquisito dallo Stato nel 1852, fu lottizzato e urbanizzato per due terzi, creandovi come perno viario il boulevard Malesherbes. La zona divenne il quartiere dei finanzieri (Edouard André, Achille Fould, i Rotschild, gli stessi Pereire) e della famiglia imperiale (il principe Napoleone Eugenio e la principessa Matilde), mentre quanto restava del Parc Monceau veniva ristrutturato con grande cura e reso pubblico, tanto che fu lo stesso Napoleone III ad inaugurarlo, nel 1861.
- edilizia commerciale nel 1.o arrondissement, nel quadro della più generale ristrutturazione del quartiere del Louvre imperniata sulla rue de Rivoli.
- nuova urbanizzazione per grandi immobili del 17.o arrondissement, cerniera tra i quartieri borghesi occidentali e quelli popolari a nord.

Ma l'attività immobiliare dei Pereire non si limitò a Parigi. Non va dimenticato infatti - come essi stessi non dimenticarono mai - che i Pereire erano di origine provinciale e bordolese, e che il loro core business iniziale erano state le ferrovie.

#### Arcachon, laVille d'Hiver

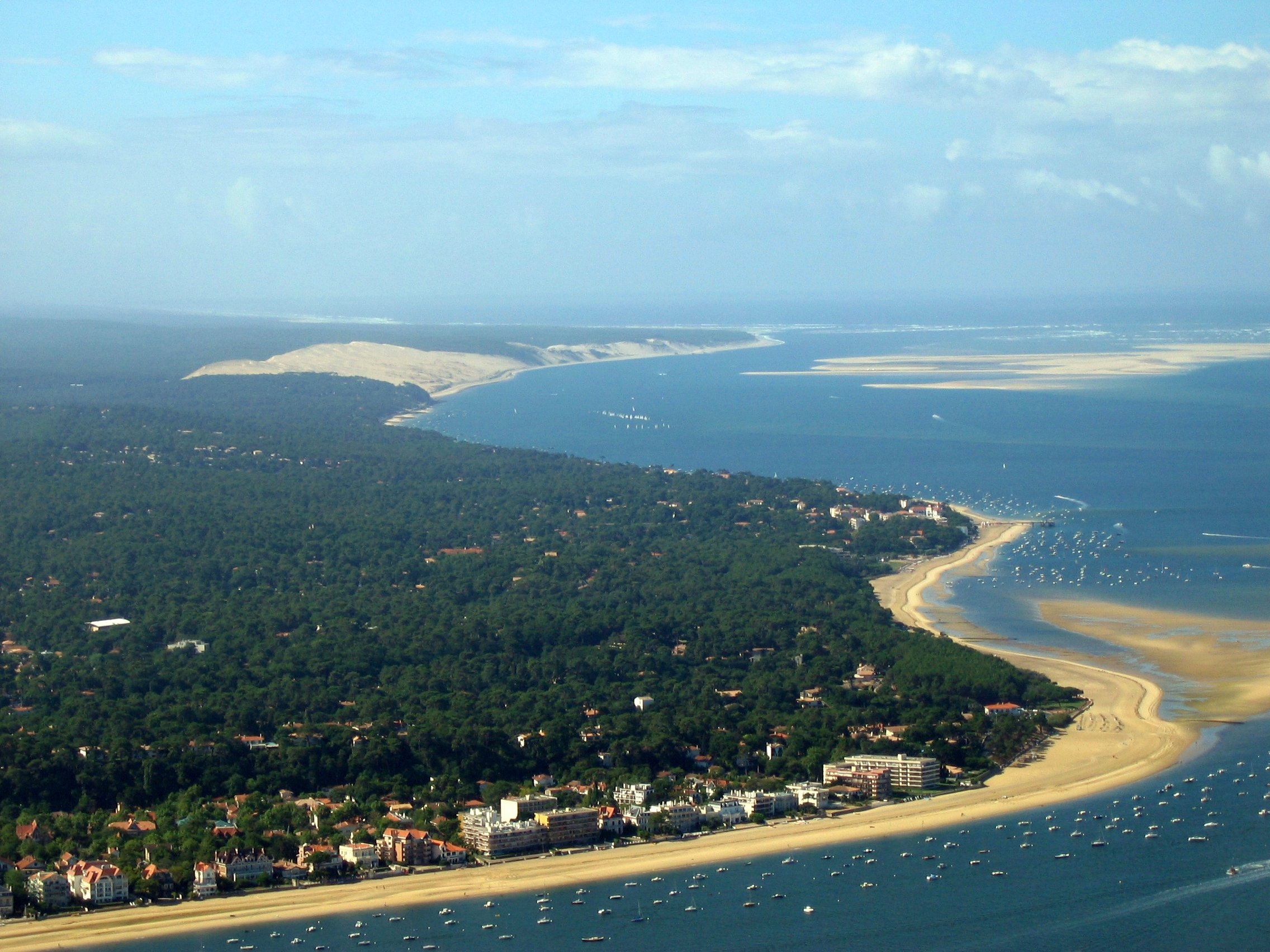
Arcachon, la pineta e le ville

I Pereire avevano già interessi familiari ad Arcachon, dove possedevano ettari di foresta di pini nella Grande-Lande di Guascogna. Nel 1852, poi, avevano rilevato la Compagnie du Midi, interessati soprattutto all'estensione della rete ferroviaria verso la Spagna.
Verso il 1812 erano venuti di moda - importata dall'Inghilterra - i bagni e i soggiorni di mare, ai quali venivano riconosciuti dagli igienisti grandi proprietà risanatrici, e Arcachon era diventata una stazione balneare molto apprezzata dalla borghesia di Bordeaux. A partire dal primo stabilimento aperto nel 1823 era nata, in modo del tutto volontaristico e artificiale ma con gran successo, una nuova cittadina destinata al diporto e alla salute.
La leggenda vuole che sia stato un cugino medico dei Pereire ad osservare che nella foresta di pini i venti marini perdono la loro aggressività e che questo clima oceanico attenuato sarebbe stato l'ambientazione ideale per la cura della tubercolosi, non meno di quanto già avveniva sulla Costa Azzurra.
Forti delle loro proprietà immobiliare e della ferrovia che in questo modo sarebbe stata utilizzata per tutto l'anno, i Pererire acquistarono le alture sopra Arcachon ed avviarono la lottizzazione e la costruzione di un altro insediamento residenziale nella pineta, che divenne la Ville d'hiver di Arcachon (che Napoleone III visitò a due riprese), sede di sanatori e alberghi ma anche di ville private, ottenendo anche, nel 1857, una legge che finanziava la piantagione di 10.000 ettari di foresta di pini.
Secondo lo stesso principio di differenziazione tra urbanizzazione di lusso e popolare seguìto a Parigi, con una lottizzazione secondaria nei dintorni fu creato il villaggio di Marcheprime, con la sua chiesa e la sua scuola.

#### Marsiglia

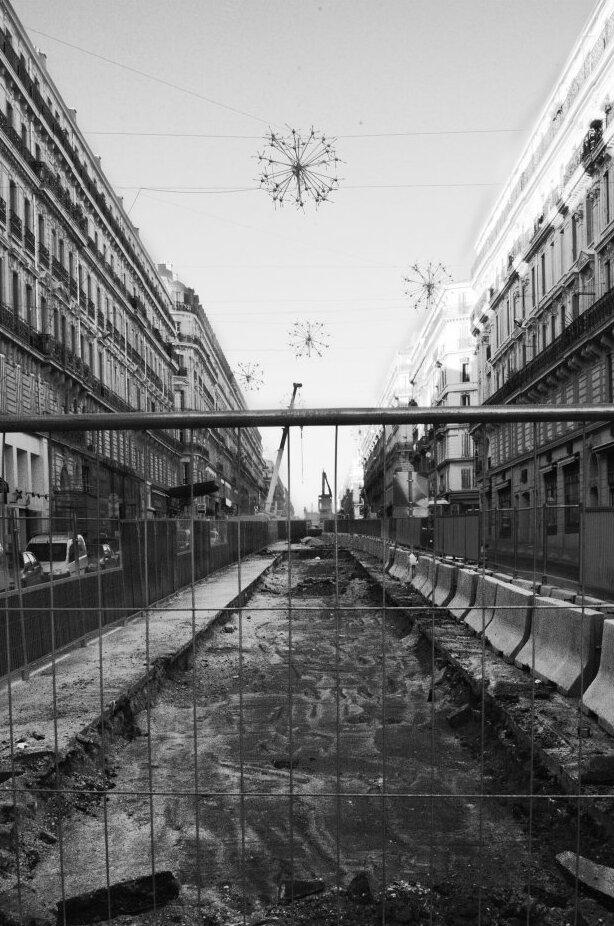
la rue Impériale durante i lavori di ristrutturazione 2005

In alleanza con Jules Mirès (1809-1871), finanziere marsigliese anche lui proveniente dall'ambiente ebreo di origine portoghese, i Pereire esportarono a Marsiglia il boulevard parigino.
La città aveva intrapreso nel 1840 un programma di grandi lavori, nel cui contesto era nato il progetto della rue Impériale (oggi rue de la République), grande lottizzazione finalizzata a urbanizzare nuovi quartieri destinati alla borghesia e agli affari collegando il nuovo porto al Porto Vecchio.
L'idea di Mirès era anche quella di attestare alla Joliette, all'altra estremità del boulevard, una nuova stazione ferroviaria destinata al traffico merci.
La rue Impériale e i suoi edifici furono costruiti a tempo di record - due anni per la strada, che fu inaugurata nel 1862, e quattro anni per gli edifici.
Come accadeva a Parigi la via, rettilinea, venne realizzata (non senza supporto dello Stato nelle operazioni di esproprio) tagliando la collina e abbattendo edifici: scomparvero in questo modo 935 case e 61 strade, ed essa rimane la più grande strada al mondo completamente costruita in stile haussmanniano.
Tuttavia i Pereire non riuscirono ad ottenere la costruzione della stazione alla Joliette, la borghesia cittadina non apprezzò l'idea di andare a vivere così vicina al disordine dei traffici portuali, e ciò implicò un sostanziale scacco dell'investimento, che fu una delle cause principali del fallimento della Société Immobilière e del Crédit Mobilier.
Oggi essa è il cuore del programma di rinnovamento del centro di Marsiglia.

## Cronologia
La cronologia che segue, benché sommaria, illustra sinteticamente il percorso e l'evoluzione delle imprese dei Pereire tra finanza, industria e politica.
- 1835: fondazione della Compagnie du chemin de fer Paris-Saint-Germain en Laye.
- 1842: va in esercizio la gare Saint-Lazare.
- 1844: va in esercizio la stazione merci di Paris-Batignolles.
- 1852: fondazione del Crédit Mobilier.
Creazione della Compagnie des chemins de fer du Midi ed esercizio della linea Bordeaux-la Teste
- 1853-1875: Emile è eletto al Consiglio generale della Gironde: continuerà a farne parte fino alla morte.
- 1855: in previsione del grande afflusso di visitatori all'Esposizione universale del 1855, Emile Pereire costruisce sulla nuova rue de Rivoli l'Hotel du Louvre, e finanzia, insieme ad altri banchieri, i Grands Magasins du Louvre, che utilizzano una parte del grande immobile.
- 1856: fondazione della Société Immobilière.
- 1857-1870: Emile è eletto all'Assemblea legislativa, deputato della Gironda.
Lottizzazione di Arcachon.
- 1860: ancora Emile costruisce il Grand Hotel di fronte all'Opéra, nel quadro della ristrutturazione del quartiere del Louvre.
- 1861: completamento del quartiere e inaugurazione del Parc Monceau
- 1861: fondazione dei Cantieri di Penhoët a Saint-Nazaire
- 1862-1867: costruzione della rue Impériale di Marsiglia.
- 1863: il Crédit Mobilier controlla 19 società, con 3,5 miliardi di capitalizzazione.
- 1863-1870: Isaac è eletto all'Assemblea legislativa.
- 1867: messa in liquidazione del Crédit Mobilier.
- 1871: processo per il fallimento del Crédit Mobilier e della Compagnie Immobilière.

## Memorie dei fratelli Pereire a Parigi
- Il Boulevard Pereire, che, aperto nel 1853, ricevette questo nome nel 1863, essendo ancora in vita i Pereire. Lungo quasi 2,5 km e largo tra i 17 e i 44 metri, corre parallelo alla ferrovia di Auteuil, di cui Emile era concessionario.
- La station Pereire-Levallois del métro de Paris, inaugurata come gare de Courcelles-Levallois sulla linea ferroviaria di Auteuil il 2 maggio 1854.